# Guerra civil española en la provincia de Almería
En Almería el intento de sublevación se produjo en la madrugada del martes 21 de julio pero los militares rebeldes fueron derrotados gracias a que las fuerzas de seguridad, carabineros y Guardia Civil, se mantuvieron fieles al gobierno, las organizaciones obreras recibieron armas del gobernador civil, y sobre todo gracias a la intervención de un grupo de fuerzas militares llegadas desde el aeródromo de Armilla en Granada y a la llegada al puerto del destructor Lepanto cuya marinería se había puesto del lado de la República. Así las fuerzas sublevadas comandadas por el teniente coronel Huerta Topete acabaron rindiéndose, y tanto la ciudad de Almería como su provincia permanecieron leales.

## Antecedentes

### Antes del golpe
Se tiene constancia de que un grupo de oficiales del Batallón de Ametralladoras, destinado en la ciudad de Almería, era consciente con antelación de la conspiración y además, simpatizaba con ella.
El diputado socialista Gabriel Pradal solicita personalmente a José Giral, y en previsión a los problemas generados por una posible rebelión, la presencia de un buque de guerra, cuyos tripulantes participarían posteriormente en la rendición de los sublevados. La principal estación radiotelegráfica de la ciudad estaba ubicada en su alcazaba, todavía propiedad del Ministerio de la Guerra, y establecía comunicación con las ciudades de Granada y Melilla. Debido a esto, todos los mensajes entre unos y otros cuarteles estaban controladas y eran conocidas por el Gobierno.

### 17 de julio de 1936
Tras visitar su comandante Valentín Fuentes al gobernador civil de Almería, el destructor  Lepanto (L) sale de Almería con rumbo a Melilla por orden del ministro de Marina José Giral, acompañando al  Sánchez Barcáiztegui (SB), que va desde Cartagena, y al destructor  Churruca (CH), enviado desde Cádiz hacia Ceuta, dónde ya está el cañonero Dato con la intención de detener el embarque de tropas de África con destino a la península.

### 19 de julio de 1936, la provincia se prepara
Este desfase facilitó el hecho de que los sectores más afines al gobierno republicano pudieran preparar un plan para la defensa de la ciudad. Se empezaron a repartir armas entre la población civil y grupos milicianos, mientras que Juan Huerta Topete, a la sazón gobernador militar de la provincia de Almería, era presionado por parte de sus tropas para unirse al golpe. También recibió un telegrama directamente de Francisco Franco, en el que se le instaba a ponerse a sus órdenes de inmediato y sin condiciones. Su respuesta tuvo un tono diplomático y poco comprometedor, si bien ligeramente inclinado hacia la permanencia del poder establecido. Además, después tuvo una conversación con Juan Ruiz-Peinado Vallejo, gobernador civil miembro de Izquierda Republicana, en el que le aseguró que se esperaba un cierto apoyo gubernamental venido desde Granada, mientras que por la parte castrense se garantizó que las tropas se mantendrían del lado de la República.
En la comarca del río Nacimiento, los cuarteles de Abla y Fiñana se ponen en contacto entre ellos, ambos dirigidos por personas favorables a la sublevación. Sin embargo, por el momento se mantendrían a la espera de órdenes. Ángel Gutiérrez Funes, alcalde de Fiñana, recibió una llamada telefónica de Ruiz-Peinado, solicitándole ayuda para defender la capital. Reunió un grupo de 33 hombres y dejó a su teniente de alcalde, Antonio Rivera García, conocido como Machaquito al mando. Posteriormente intentó llevarse todas las armas del cuartel del pueblo, a lo que el comandante del puesto, Francisco Castillo Guijarro se negó, solicitando un orden escrita.
En el pueblo de Enix se tiene constancia de que la población impidió que los sacerdotes del lugar recibiesen daño a pesar de ser apresados, pero no consiguieron proteger a Ramiro Argüelles Hevia, sacerdote procedente de Mieres y que ejercía su profesión en la catedral de Almería, que se encontraba en el lugar pasando unos días con un amigo, por no ser conocido en la zona.

### 20 de julio de 1936, tiempo muerto
Al conocerse que el alzamiento había triunfado en la vecina ciudad de Granada, las comunicaciones fueron cortadas por telégrafos con esta ciudad sobre las 10 horas de la noche. Mientras tanto, en distintas localidades, como en la hoy desaparecida Benínar, se procedió a requisar las armas de fuego a todos los vecinos reconocidos de derechas, a la par que se saqueaban y profanaban iglesias.
Simultáneamente, Huertas Topete se reunió en la comandancia de la Guardia Civil con los jefes militares de la capital. Todos ellos a excepción de Llopis se inclinaron por unirse al golpe. La Guardia de Asalto no acudió a la reunión por estar protegiendo el Gobierno Civil, con órdenes de permanecer en el bando republicano.

### Instalaciones militares de la provincia
La principal instalación militar con que contaba la provincia al estallido de la Guerra Civil era la Base Álvarez de Sotomayor, sito en la localidad de Viator, a las afueras de la capital. En la cercana localidad de Tabernas se ubicaba un aeródromo, fundado en 1932 e inaugurado por Ramón Franco. Esta pista se encontraba defendida por chatos. La provincia de Almería se encontraba, junto a las de Murcia y Albacete, en la 2.ª Región Aérea de las Fuerzas Aéreas Republicanas. Se tiene constancia además de otros cuatro aeródromos en la provincia, uno en El Alquián, dos en Níjar y uno más en Roquetas de Mar, este último posiblemente dedicado en exclusiva a hidroaviones. Estos campos aéreos estuvieron servidos además por aparatos Breguet 19, Vickers Vildebeest, Nieuport-Delage NiD 52 y Potez 54.

### Instalaciones represivas de la provincia
Durante el desarrollo de la guerra, fueron surgiendo nuevas instalaciones para la ejecución de la labor represiva. Entre ellas, se decomisó a los herederos de Hermann Federico Fischer el Cortijo las Mascaranas, hoy sede del ayuntamiento de Huércal de Almería, para su uso como checa del Servicio de Información Militar.

## 21 de julio de 1936, llegan los primeros ataques
La Guerra Civil Española llegó finalmente a la capital almeriense con tres días de retraso con respecto al pronunciamiento inicial, cuando la madrugada del martes día 21 de julio de 1936 un grupo cifrado en unas 30 personas, que agrupaban a carabineros, guardias civiles y militantes falangistas salieron del Cuartel de la Misericordia. Este conjunto de militares, guiados por Huerta Topete y en oposición con los lealistas de la Guardia de Asalto, la Guardia Urbana y el teniente general del cuerpo de Carabineros Isaac Llopis, decretaron el estado de guerra y se dividieron en dos compañías, una capitaneada por Fuster Rosiñol y la segunda por Navarro Chacón. A las cinco de la madrugada, una pequeña sección del cuerpo de infantería se dirigió a tomar el control de la Alcazaba de Almería, mientras que las dos compañías anteriormente citadas se dirigieron, una por el Parque Nicolás Salmerón y otra por la calle de la Almedina y con destino en la Puerta de Purchena. A las 7 de la mañana se envió un telegrama a Francisco Franco y a Queipo de Llano informándoles del levantamiento. Poco después llegaría un convoy de 6 camiones cargados con armas y 70 soldados procedente de la Base Aérea de Armilla, la única unidad militar granadina que no se sublevó, y tras una llamada del alcalde de Adra, consultando a Gabriel Pradal si debía dejarles pasar para continuar su camino hacia Cartagena. El propio Pradal tuvo que recurrir a varias consultas telefónicas para tomar una decisión, haciendo contacto con el Gobernador de la por entonces todavía provincia de Murcia y con la base aérea de Los Alcázares, aprovechando la ocasión para solicitar algún avión para apoyar desde el aire. La compañía que se dirigió por el interior citadino se detuvo a leer su bando de guerra junto a la calle de la Reina, anunciando duras penas a quienes se les opusieran, y posteriormente a someter la Casa del Pueblo en la calle Arráez y el cuartel de los Carabineros. Sin embargo, no tuvieron éxito al intentar someter al cuartel de la Guardia de Asalto ni al ayuntamiento, encontrando en este último lugar una fuerte resistencia de la guardia municipal. La segunda compañía, que avanzaba por el Parque Nicolás Salmerón, junto al puerto de Almería, tomó por la fuerza la sede de Radio Almería, e intentó hacer lo mismo en el edificio de Correos y Telégrafos sin correr la misma suerte, para luego avanzar por un Paseo de la República muy defendido por ametralladoras y mineros provenientes de Serón armados con explosivos hasta la Puerta de Purchena, donde se encontrarían con el otro escuadrón para dirigirse al edificio del Gobierno Civil, en la calle Javier Sanz. La prensa escrita dejaría de publicarse hasta el siguiente día 26 de julio. Sobre el mediodía arribó a puerto el esperado Lepanto (L), que anunció por megafonía que la ciudad sería bombardeada si no se deponían las armas. Tras recibir una comunicación del general Franco, en la que se le amenazaba de ser acusado de cobardía en caso de establecer contacto con el Lepanto, Huerta Topete ordenó izar la bandera blanca en las torres de la alcazaba sobre las seis de la tarde.
La jornada en Almería se saldó con un total de seis muertos y doce heridos. Se contabilizaron 43 detenidos por la sublevación, que fueron transportados a Cartagena en el navío Lepanto (L), y posteriormente fusilados y arrojados al mar en el España n.º 3. También fueron hechos prisioneros una centena de personas en el Ingenio de Almería. Asimismo fueron incendiadas las iglesias de San Juan, San Sebastián, Santiago, San Antonio, San José y San Roque. El santuario de la Virgen del Mar también fue incendiado, al amontonar todo el mobiliario junto a las imágenes y altares y rociarlos con gasolina. Hacia media tarde, cualquier intento de rebelión ya había sido sofocado en la capital, mientras que pequeñas insurrecciones en los pueblos de Alhama de Almería, Sorbas, Cuevas de Almanzora y Berja fueron controladas pocas horas después.
Mientras tanto, el destacamento de la Guardia Civil en la localidad de Cuevas de Almanzora se negó a actuar para intentar contener la sublevación. El personal de los cuarteles de Los Gallardos y de Garrucha se reunieron en Vera, para posteriormente ir añadiendo a sus fuerzas a los agentes de Cuevas de Almanzora, Pulpí y pedanías cercanas. Adelantando un posible ataque represivo de las milicias republicanas, procedieron a su desarme en este y el siguiente día, en las demarcaciones de Vera, Águilas y Turre. Tan sólo la amenaza del teniente José Hellín de ser bombardeados desde el aire consiguió hacer que los rebeldes se rindieran. Las detenciones y la represión fueron inmediatas, incluyendo el desmantelamiento de instituciones religiosas. En Fiñana, el alcalde en funciones anteriormente citado, Machaquito, intentó de nuevo hacer que el cuartel de la Guardia Civil entregara las armas, aunque en esta ocasión recibió una grosera respuesta. En el pueblo de Cantoria, las milicias del Frente Popular empezaron a encarcelar a sospechosos de apoyar a la derecha en el hoy desaparecido Convento de la Divina Infantita. Se incendiaron varias imágenes eclesiásticas, dos de ellas atribuidas a Salzillo, y se utilizó todo el metal encontrado para la fabricación de metralla.

### Una guerra desde la retaguardia
Una vez terminadas las hostilidades de los primeros días de rebelión, en las que todos los insurrectos fueron reducidos tras pocas horas, la ciudad y prácticamente toda la provincia de Almería pasarían la virtual totalidad de la Guerra Civil Española en la retaguardia, sin enfrentamientos directos durante la totalidad del conflicto bélico. De hecho, sería la provincia de Almería la única en todo el país en permanecer durante los 33 meses de la contienda en manos republicanas. Si bien es cierto que se produjeron más de medio centenar de bombardeos durante la guerra, nunca hubo un intercambio de poder entre ambos bandos, ni hubo ataques desde tierra. La población estuvo gran parte del tiempo más preocupada por la escasez de recursos de primera necesidad y de dinero para adquirirlos que por la guerra. La provincia en general nunca tuvo una zona estratégica para el desarrollo del conflicto, no siendo así ciertas instalaciones como los puertos de Almería y Adra, entre los principales puertos de llegada de ayuda bélica procedente de la Unión Soviética, o la estación de ferrocarril de Almería, desde la que era distribuida dicha ayuda.
Los rebeldes que se libraron de ser detenidos y posteriormente fusilados por el alzamiento rápidamente organizaron lo que se llamaría como Quinta Columna.
Antes de mediados del mes de agosto, ya se habían producido en la provincia varios asesinatos represivos, siempre aislados, en los municipios de Chercos, Gérgal, Serón, Abrucena, Garrucha, Laujar de Andarax y Berja.
Durante el desarrollo de todo el conflicto, los ataques a edificios eclesiásticos fueron continuos. Se tiene constancia de que los templos de San Roque, San Sebastián, Santiago, San Pedro, San José y San Antonio fueron incendiados con todos sus contenidos. A los pocos días del comienzo de la contienda, la Catedral de Almería fue saqueada de diversas obras artísticas y de parte de su fondo documental. También sufrió la iglesia de Húercal de Almería una suerte parecida, siendo expoliada de todas sus imágenes y símbolos de culto para ser destrozados en sus proximidades y, ante la imposibilidad de desplazar el altar mayor, fue destruido con explosivos.
El 23 de julio, la Royal Navy británica envió a su destructor HMS Basilisk (H11) con el encargo de rescatar a todos los ciudadanos británicos residentes en la ciudad. Varias de las personas rescatadas trataton de hacer que el obispo Diego Ventaja Milán huyera con ellos, además de alguno de los tripulantes de la nave, quienes incluso le proporcionaron un uniforme, pero se negó y pasaría a ser fusilado pocos días después.
Pocos días más tarde, milicianos asesinaban a José Guirado Román, presidente de la Diputación Provincial de Almería y a la vez director del periódico de corte republicano y derechista La Voz.

## 15 de agosto de 1936, el primer asesinato en masa

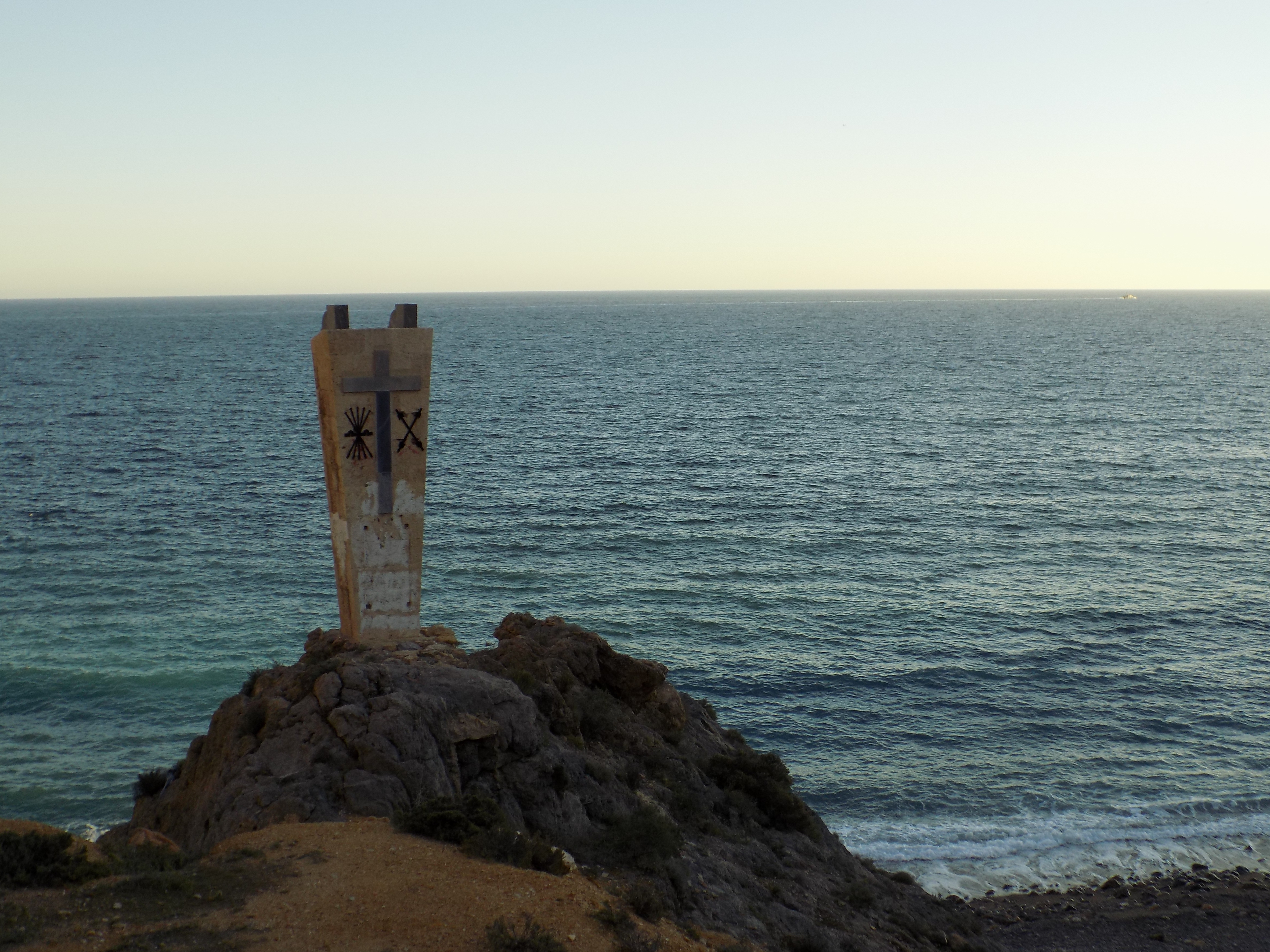
Imagen del monumento de los Mártires de La Garrofa (La Garrofa)

Cuando terminaron los enfrentamientos del levantamiento, el poder de la ciudad quedó en manos de diferentes organizaciones de obreros, quienes lo ejercieron a través del Comité Central Antifascista, cuya sede se ubicó en el Casino Cultural. El volumen de personas detenidas por ser presuntamente desafectos a la República fue tan grande que la Cárcel de Gachas Colorás quedó saturada, siendo necesario establecer el Convento de las Adoratrices, los buques mercantes Astoy Mendi, propiedad de Trasmediterránea y Capitán Segarra, de Compañía Naviera Sota y Aznar; el colegio La Salle y el Ingenio como prisiones improvisadas, en este orden. Los objetivos eran principalmente miembros y simpatizantes de la CEDA, Partido Agrario Español, FE-JONS y el Partido Carlista, a destacar Fructuoso Pérez Márquez, director de un diario de la época.
La madrugada del 15 de agosto de 1936, el Frente Popular realizó una saca de entre 27 y 28 presos, según diferentes fuentes, de los barcos Astoy Mendi y Capitán Segarra, y dirigidos a la cercana cala de La Garrofa. Los presos eran periodistas, empresarios y religiosos, entre los que encontraban de los dirigentes locales de Falange, Acción Popular y de los Tradicionalistas, que formaban parte de una lista previamente confeccionada y que contaban entre 20 y 62 años de edad. Una vez allí, fueron fusilados. Posteriormente fueron lastrados y atados en parejas a un pequeño barco pesquero que los llevó mar adentro, muriendo por ahogamiento los heridos. Entre los días y meses posteriores algunos cadáveres aparecieron flotando a las playas del barrio de El Zapillo. Al parecer, la orden del Comité fue de fusilarlos y enterrarlos en la misma playa, en una finca conocida como Cortijo de las Palomas y los militantes llevaron los ahogamientos y abandono en el mar sin autorización del gobernador civil Ruiz-Peinado Vallejo. En 1954 se erigió un monumento en La Garrofa recordando los hechos que, en la actualidad, se encuentra en mal estado debido a actos vandálicos.

## 20 de agosto de 1936, fusilamientos en Berja
El día 20 de agosto de 1936 se produce el fusilamiento en el cementerio de la localidad de Berja de los párrocos de localidades aledañas. Fueron aquí asesinados los curas de Alcolea, Darrícal, Benínar y Sorvilán en el día señalado y venideros.

## 29 de agosto de 1936, continúan las sacas
La segunda saca de la que se tiene constancia acaeció la madrugada del 29 al 30 de agosto de 1936, sobre las 3 horas de la madrugada. En esta ocasión, la mayor parte de quienes fueron escogidos eran religiosos que estaban prisioneros en las bodegas del Astoy Mendi. Inicialmente, la saca incluía a unas 50 personas, pero por ciertos retrasos sólo se pudieron sacar a, según la fuente, 17 o 18. Destacan entre los 17 presos Diego Ventaja Milán y Manuel Medina Olmos, obispos de Almería y Guadix, respectivamente, además de Juan Colomina Pérez, un torero de la época. Los prisioneros fueron maniatados por la espalda con alambres por el palero del buque, conocido como Valentín el Bilbaíno, y luego conducidos en una camioneta por Joaquín Solvas hasta el kilómetro 93 de la carretera que unía Almería con Motril y Málaga, lugar conocido como Barranco del Chisme, en el municipio de Vícar, y hoy cercano a la Venta del Cosario. Allí mismo dispusieron a los presos en fila al borde de la rambla, siendo fusilados por un batallón al mando del miembro de CNT Juan del Águila Aguilera poco después de que Diego Ventaja diera un pequeño discurso en el que perdonada a los verdugos y solicitaba ser el último en morir. Se dice que Juan Colomina logró sobrevivir escondiéndose entre unos matorrales, aunque sería poco después identificado por una lugareña que denunció su presencia, por lo que fue detenido de nuevo y fusilado individualmente el día siguiente en el barranco del Caballar, en la misma capital.
Los cadáveres de los asesinados fueron más tarde rociados con gasolina, que pidieron los milicianos a Antonio del Castillo, un conductor de autocar que pasaba por la zona con destino a Berja, e incinerados, impidiendo de esta manera la posterior identificación de los cuerpos. Los restos permanecieron insepultos hasta que unos días más tarde unos lugareños enterraron los restos. Una vez terminada la contienda, la fosa fue abierta y todos los huesos fueron depositados en la capilla de San Ildefonso de la Catedral de Almería, dejando en el lugar una cruz con una lápida como recuerdo de lo allí acaecido, constando su destrucción con anterioridad al 30 de agosto de 1959.

## 30 de agosto de 1936, fusilamiento en La Lagarta
Rafael Álvarez, miembro del Comité Central, que contaba con 25 años de edad por el momento, encontró una solución al hecho de que los anteriores asesinatos masivos ocurrieron demasiado cerca de la ciudad, impidiendo la discreción del crimen. El joven conocía la existencia de una serie de pozos secos y de gran profundidad cercanos a la población de Tabernas, suficientemente alejados de núcleos de población como para no despertar curiosidades. Estos pozos fueron excavados con la intención de extraer agua para la agricultura cercana, pero a pesar de su gran profundidad, estimada de unos 90 metros, no encontraron líquido alguno, por lo que fueron tapiados y abandonados. Muy cerca de los pozos existe una pequeña cueva en la que se refugiaban los milicianos los días posteriores a las ejecuciones para evitar que se extrajeran los cadáveres.
La madrugada del 30 de agosto de 1936 fueron sacados 26 hombres del Astoy Mendi, principalmente eclesiásticos y docentes, a los cuales se les inmovilizaron los brazos mediante alambres. Los presos eran conducidos en camión hasta el lugar, cercano a la carretera hoy identificada como A-1100, tras lo que se les obligaba a permanecer de pie junto al borde del pozo. En ese momento, se les descerrajaba un tiro por el que caían dentro. El primero de los fusilados en este lugar fue el hijo del propietario de las tierras en las que se encuentra el pozo, Ricardo Fábregas.
Las ejecuciones continuarían varios días. El día 31 de agosto llegaron los presos que finalmente no fueron sacados del Astoy Mendi dos días atrás. Se tienen registros de que es estuvo fusilando en el lugar hasta el 2 de septiembre del mismo año.
Cuando se consideró que no cabían más cuerpos, el pozo fue cubierto por rocas y cal viva por orden del Inspector de Sanidad debido al fuerte hedor que desprendía, algo que dificultaría la identificación de los cadáveres.
Una vez acabada la guerra, las labores de la Causa General, fechadas en febrero de 1941, por la existencia de una fotografía de estos trabajos, cifraron en 44 los cadáveres extraídos del pozo. Existen asimismo otras fuentes que afirman que el número de víctimas en este lugar no es inferior a 116.

## 3 de septiembre de 1936, llegan los primeros aviones franquistas
El día 3 de septiembre de 1936 se registraron sobre las 12 horas del mediodía dos aviones que arrojaron cuatro artefactos explosivos que cayeron en la zona de la Vega de Acá de la capital almeriense, aunque otras referencias sitúan estas bombas en el área de El Alquián. Las aeronaves desaparecieron hacia poniente poco después. A partir de este momento, la población residente en Almería decide en gran parte pernoctar en cortijos y poblaciones cercanas a la ciudad para evitar el peligro. La respuesta del ayuntamiento de Almería fue la de poner a disposición del público unos refugios improvisados en zonas cercanas a la alcazaba. Desde este momento hubo días en los que de anunciaban alarmas mediante las sirenas de la ciudad pero tras las cuales no se produjo ataque alguno, por lo que los habitantes resultaron molestos. Como ejemplo, la madrugada del 6 al 7 de septiembre, se hicieron sonar las sirenas poco después de media noche, por detectarse un hidroavión sobrevolando aguas cercanas a la ciudad. 
A partir del 9 del mismo mes, quedaba decretado que todo el alumbrado público, eléctrico o de gas, debía desconectarse a las 10 de la noche para evitar que sirviera de guía para vuelos nocturnos. Además, el alumbrado doméstico se debía reducir al mínimo posible.

## 13 de septiembre de 1936, Tahal se tiñe de rojo

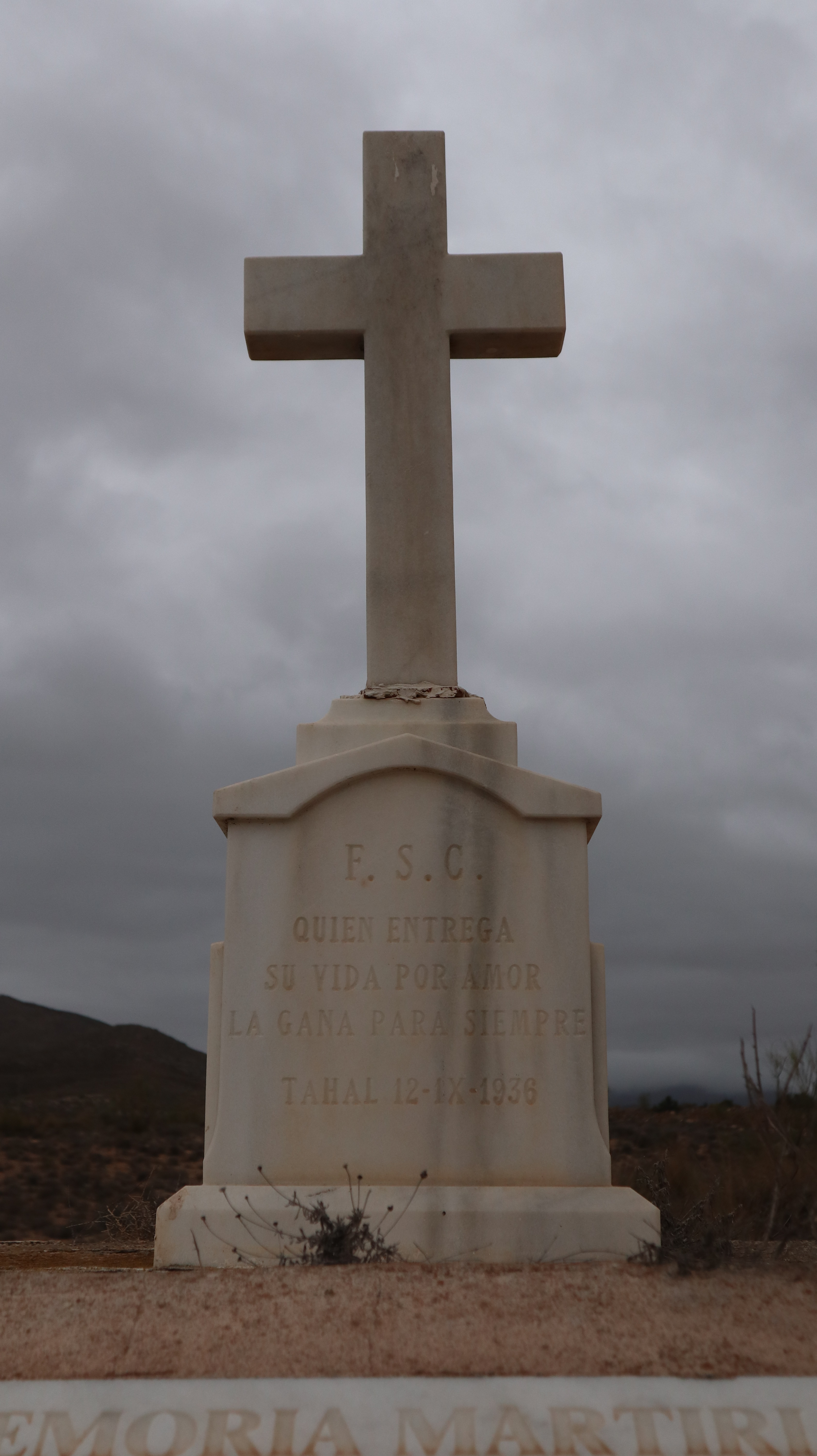
Cruz de mármol en recuerdo del lugar donde se produjo el suceso.

Se produce una nueva saca en las prisiones de la capital, y los presos son trasladados en autocar hasta la localidad de Tahal, donde son fusilados uno por uno tras situarse en la boca del pozo del cortijo de Cantavieja. El pozo fue posteriormente taponado por piedras y cal viva. Las ejecuciones se prolongaron al menos hasta el día 16 de septiembre. El sacerdote Ramiro Argüelles, al que se le hace mención anteriormente, fue fusilado en este lugar.
Un total de 86 de los cadáveres exhumados en este pozo de Cantavieja y en el de La Lagarta, en el epígrafe anterior, fueron trasladados a la cripta común del Valle de los Caídos.

## 22 de septiembre de 1936, los fusilamientos se trasladan al cementerio de Almería
A fecha de 22 de septiembre de 1936, se empiezan a producir fusilamientos en las tapias del cementerio de Almería. En este lugar y fecha perdió la vida Juan García Cervantes, párroco de Garrucha. Al día siguiente, los párrocos de la iglesia de Santa María en Albox, la iglesia de San Pedro de Almería, y dos miembros de la catedral de Almería fueron martirizados al día siguiente.
Poco después, el día 30, se produjo en la ciudad de Almería la visita de Dolores Ibárruri con un mensaje de ánimos para las tropas republicanas.

## 4 de octubre de 1936, nuevo fusilamiento en Garrucha
Poco después, el día 14, Isaac Llopis abandona su puesto como comandante militar de la provincia, y entra en su posición José Sicardo Jiménez

## 7 de noviembre de 1936, Almería bombardeada desde aire y mar
La mañana del 7 de noviembre de 1936, aproximadamente a las 12 horas del mediodía, un hidroavión del bando nacional arrojó algunas bombas de poca intensidad sobre varias instalaciones de servicios básicos de la ciudad de Almería. La fábrica de la luz, la fábrica de gas, o los depósitos de combustible de CAMPSA sufrieron daños.
A las 9:30 de la mañana siguiente el crucero Canarias volvió a atacar los depósitos de combustible, en un ataque en el que se aproximó a unos 400 metros del muelle de poniente, donde se encontraba atracado un buque alemán del comité de no intervención, y sin mostrar pabellón alguno disparó diez bombas. Tras estos ataques, se empezó a esconder los carburantes en la posteriormente conocida como cueva de la Campsa. También se decidió apagar durante la noche las luces de los faros costeros, para impedir la fácil navegación de posibles barcos enemigos.

## 8 de diciembre de 1936, fusilamiento en El Ingenio
Fueron fusilados dos sacerdotes de la catedral de Almería el día 8 de diciembre de 1936 mientras estaban presos en el Ingenio de Almería.
También en Nochevieja, Carmen Godoy, residente en Adra fue trasladada a la albufera tras varios meses de detención domiciliaria, para ser golpeada con una azada, violada y enterrada viva en el lugar por haber colaborado en la reconstrucción de una iglesia incendiada a comienzos de la Segunda República.

## 1 de enero de 1937, un mercante republicano es apresado por la armada nazi
La mañana del 1 de enero de 1937, el barco mercante Aragón, por entonces propiedad de la Compañía Trasmediterránea y que unos meses antes actuó como prisión flotante en el puerto de Mahón, fue apresado por parte de la Kriegsmarine al poco tiempo de zarpar del puerto de Almería, para ser obligado a navegar hasta Ceuta y posteriormente entregado a la armada nacional. Esta maniobra se produjo en represalia por la captura unos días antes de un barco alemán en aguas vascas.

## 6 de enero de 1937, atacada la estación de ferrocarril
Aproximadamente a las 2 de la madrugada del día de Reyes, una flotilla formada por cuatro hidrocanoas Savoia-Marchetti S.55 arrojaron un total de tres bombas sobre domicilios particulares cerca de la Estación de Almería, saldándose el ataque con siete fallecidos. En las labores de rescate participó directamente Guillermo Langle, que solicitó una bebida de alta graduación por la impresión del momento. Entre los fallecidos se encontraban los miembros de una familia huida desde Madrid por temor a los ataques vividos allí.
Se hace referencia en ocasiones a que este ataque corresponde a los preparativos de la toma de Málaga, que se llevó a cabo pocas semanas después. Así las tropas presentes en Almería se verían forzadas a permanecer en la ciudad en lugar de acudir como refuerzo al cercano frente.

## 28 de enero de 1937, bombardeo sobre Roquetas de Mar
El día 28 de enero de 1937, un hidroavión nacional bombardeó en dos series la población de Roquetas de Mar, donde se improvisó un aeródromo con pista de tierra, buscando después refugio en las bodegas del buque alemán Admiral Graf Spee. Dos cazas estacionados en el lugar fueron destruidos.

## 8 de febrero de 1937, Almería acoge a refugiados malagueños
En este contexto, el acorazado republicano Jaime I, que se encontraba estacionado en el puerto de Málaga participando en su defensa como batería flotante, volvió a Almería el día 10 de febrero.
Desde el aeródromo de Tabernas, el día 11 de febrero, la Escuadrilla España de André Malraux parte con 3 Polikarpov I-15 y 2 bombarderos Potez 54 para defender a la población republicana en la desbandá, quedándose dos chatos en tierra. Sin embargo, estas aeronaves fueron atacadas por varios Fiat C.R.32 cerca de Castell de Ferro, siendo los bombarderos derribados.
También durante estos días se bombardea la localidad de Adra y otras poblaciones cercanas, causando una gran cantidad de fallecidos entre todos los que huían de Málaga.
En estas circunstancias, el general Franco ordenó a Queipo de Llano a detener su avance por tierra hacia la provincia de Almería para poner rumbo a Córdoba.

## 12 de febrero de 1937, atacado el centro de la capital
La tarde del 12 de febrero de 1937, sobre las 19 horas, cinco aviones trimotores Savoia Marchetti SM.79 lanzaron aproximadamente 40 bombas de gran potencia sobre el centro del casco urbano, causando graves daños en el Teatro Cervantes. Un diario local publicó que los fallecidos eran 8, la mayoría mujeres; sin embargo, un informe del Gobierno Civil cifraba en una cincuentena los muertos y un centenar de heridos. Hay que destacar que esto ocurre en el momento álgido de la llegada de refugiados desde Málaga. Las sirenas de alerta sólo consiguieron avisar con medio minuto de antelación a la primera explosión. Las tropas nacionalistas avanzan por la costa hacia la provincia, pero detienen su progreso en la localidad de Albuñol ya que encontraron la resistencia de los soldados del coronel Mariano Salafranca, que había sido enviado por Largo Caballero desde Guadix, pasando por la Almería para buscar el refuerzo de la XIII Brigada Internacional, para saber qué estaba ocurriendo en la zona. Cuando la situación se dio por controlada el 15 de febrero, el coronel José Villalba Rubio tomó el mando del sector, puesto del que fue relevado cuatro días más tarde, aunque con un territorio muy mermado.
Este bombardeo fue la causa de que el recientemente creado Hospital de Sangre, orientado a heridos de guerra y fundado el noviembre anterior, fuera desmantelado y desplazado hasta Vera, donde estaría más alejado de zonas peligrosas.
Debido a la proximidad con el frente, se decidió la construcción de un sistema de refugios en la ciudad portuaria de Adra, en el límite de Poniente de la provincia. Bajo la Plaza Vieja se excavaría un refugio en forma de U y con 96 metros de longitud. En este mismo contexto, el Ejército Popular radicado en la provincia de Murcia acometió la construcción de una serie de defensas para frenar un posible avance por tierra hacia el puerto de Cartagena. La primera línea de defensa serían las trincheras construidas en la localidad de Huércal Overa, construidas de urgencia, aunque nunca llegaron a ser utilizadas.

## 12 de marzo de 1937, ataque a un buque mercante
El 12 de marzo de 1937 fue atacado el barco mercante Monte Toro, atracado en el puerto de Almería, saldándose con dos muertos.

## 3 de abril de 1937, se funda la 23.ª División
Se crea el 3 de abril de 1937, a partir de las fuerzas militares y milicianas que cubrían el sector de Granada, la 23.ª división del Ejército Popular de la República. Cubría un frente que iba desde Sierra Nevada hasta la costa del mar Mediterráneo. La división, compuesta por las brigadas mixtas 54.ª, 55.ª y 85.ª, quedó bajo el mando del teniente coronel Carlos Jiménez Canito. El mismo día se procede a la construcción de un sistema de trincheras a las afueras de la ciudad de Adra, cortando el acceso al faro sito en la urbe. Inicialmente la 23.ª División tuvo su puesto de mando en Berja, si bien desde diciembre de 1937 lo tuvo en Ugíjar. Meses después de su creación, la unidad pasó a quedar integrada en el XXIII Cuerpo de Ejército. No llegó a intervenir en operaciones militares de relevancia, si bien realizaron pequeñas incursiones de comando en las proximidades, tales como la liberación de unos 300 presos republicanos de origen asturiano presos en el fuerte de Carchuna.

## 17 de abril de 1937, la estación de ferrocarril es atacada
Un grupo de 26 aviones trimotores Savoia atacaron la capital, siendo la estación de ferrocarril su principal objetivo. Alguno de ellos fue alcanzado por las armas antiaéreas, perdiéndose uno de ellos en su retirada en la zona de Carboneras, donde aún quedan restos bajo el agua.

## 13 de mayo de 1937, el destructor británicoHMS Huntergolpea una mina
El incidente del Hunter tuvo lugar el 13 de mayo de 1937 a unas cuantas millas al sur de Almería, cuando el destructor chocó con una mina fondeada por el bando nacional y ocho miembros de la dotación murieron y veinticuatro resultaron heridos, siendo socorridos por el acorazado republicano Jaime I y luego trasladados a Gibraltar por barcos británicos junto con el barco dañado, que fue remolcado. El Almirantazgo presentó una enérgica protesta ante el general Franco y pidió una indemnización, pero los "nacionales" negaron su responsabilidad y dijeron que la mina era republicana. Sin embargo, abandonaron inmediatamente la campaña de minado, por lo que el Hunter fue el único buque de guerra averiado por una mina fuera del límite de las tres millas.

## 21 de mayo de 1937, ataque al buqueJaime I
El 15 de abril de 1937 encalló en Punta Sabinal el acorazado Jaime I, pero logró zafarse y se refugió en el muelle de Levante del puerto de Almería, donde el 21 de mayo sufrió el impacto de tres bombas que le causaron grandes daños. Este bombardeo fue realizado por cinco Savoia S-79 italianos pilotados por italianos y españoles que habían despegado del aeródromo de Tablada en Sevilla. Los aviones realizaron dos pasadas lanzando doce bombas de 250 kg, una de las cuales al menos le alcanzó de pleno. 
A las 21 horas del día siguiente, otro avión lanzó dos bombas sobre las afueras de la ciudad, sin que hubiera víctimas mortales. Ya el día 23 de mayo, otra vez sobre las 21 horas, apareció un aparato trimotor que dio tres pasadas sobre el cielo de Almería, arrojando varias bombas que afortunadamente no alcanzaron a la población ya que cayeron en el agua, pero que dañaron viviendas en el barrio de Ciudad Jardín debido a sus ondas expansivas.
En la noche del 24 al 25 de mayo fue atacado de nuevo a las 9 de la noche, esta vez por hidroaviones de la escuadrilla AS/88 de la Legión Cóndor con base en Cádiz. A pesar de sus averías, el buque pudo llegar por sus propios medios a la base naval de Cartagena, dejando la capital almeriense la madrugada del 27 de mayo. También resultaron dañadas otras instalaciones del puerto, además de un vagón de carga estacionado en la estación de ferrocarril, que fue incendiado. Hubo un total de 6 fatalidades y 25 heridos.

## 25 de mayo de 1937, bombardeo a Berja
La madrugada del 24 al 25 de mayo de 1937, sobre las 2:30 horas, varios aviones procedentes de Armilla arrojaron un total de ocho artefactos explosivos de pequeña intensidad sobre el centro de Berja, dañando varios edificios y matando a una anciana.

## 31 de mayo de 1937, Almería es asediada por bombas nazis

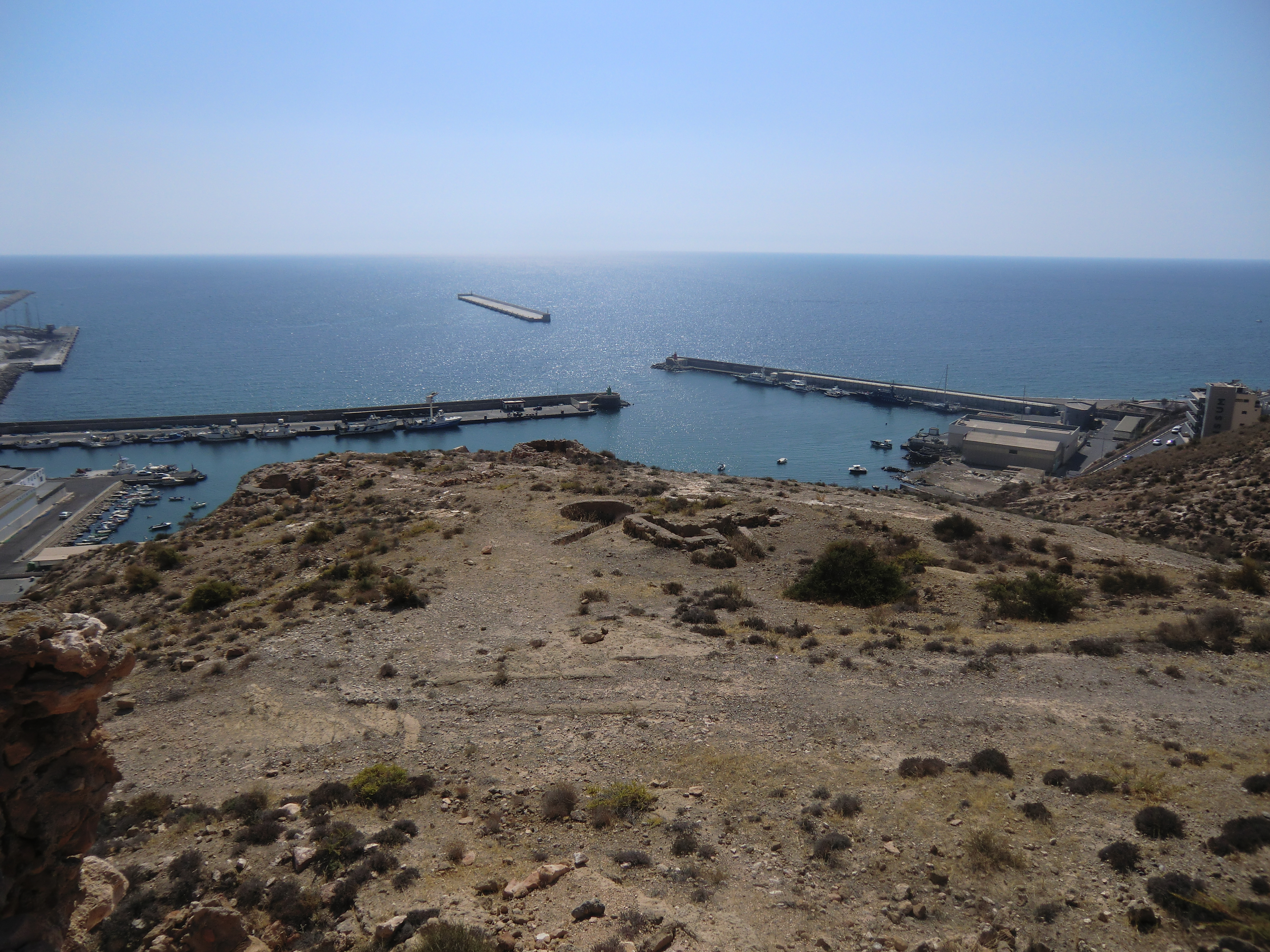
Vista de los nidos de ametralladoras antiaéreas sobre el puerto de Almería.

La madrugada del 19 al 20 de abril de 1937 entró en funcionamiento el plan de control naval establecido por el Comité de No Intervención, cayendo la provincia de Almería desde su extremo de Poniente hasta el Cabo de Gata bajo control francés, mientras que desde este punto hacia Levante el control sería alemán.
En represalia por el incidente del Deutschland, la noche del 30 al 31 de mayo, el acorazado de bolsillo Admiral Scheer apareció junto a cuatro destructores alemanes: el Albatros, Leopard, Seeadler y Lluchs. A las 7:29 de la mañana abrieron fuego, desde unos 12 km de distancia, contra las baterías de costa, las instalaciones portuarias y cualquier barco que se encontrase en el puerto, incluyendo un pequeño submarino. La escuadra alemana realizó en total unos 200 disparos, antes de retirarse ante la creciente actividad de las baterías antiaéreas costeras republicanas;  Finalmente, se saldó con 19 muertos, 55 heridos y 35 edificios destruidos. Investigaciones más recientes sitúan el número de muertos en 31. Al revés de lo sucedido semanas antes en Guernica con los aviones de la Legión Cóndor, los buques alemanes en ningún momento ocultaron su nacionalidad, ni pretendieron actuar como apoyo subordinado al bando sublevado, sino como fuerza naval que ejecutaba órdenes directas del III Reich. Así, los buques atacantes consiguieron sortear el control que debía llevar a cabo la marina francesa en la zona.
El bombardeo duró casi una hora y los 275 disparos que se efectuaron, 94 de ellos con cañones de 280 mílimetros, cayeron sobre la ciudad, sin que las baterías de costa pudieran hacer nada porque sus cañones no tenían alcance suficiente para llegar hasta donde se encontraba la flotilla alemana. Toda la ciudad de Almería se vio afectada y entre los edificios dañados se encontraban la catedral de Almería, la iglesia de San Sebastián, dos hoteles, un banco, el mercado, la escuela de artes, la estación de ferrocarril, el ayuntamiento y la sede de la Cruz Roja internacional.
Poco después, el ministro de Defensa Nacional Indalecio Prieto comunicó a la Sociedad de Naciones que Almería estaba declarada como ciudad abierta como método para censurar la actitud de la Kriegsmarine. Sin embargo, esto enfureció al mismo Adolf Hitler, dado que recibió información de que las baterías de defensa de la urbe abrieron fuego contra sus buques. El mismo Prieto sugirió en el Consejo de Ministros un ataque aéreo directo a la flota causante del bombardeo, que finalmente no se llevó a cabo.
Posteriormente, el gobierno republicano emprendió las obras para establecer una buena defensa del lugar, con la construcción de dos baterías de costa hacia Levante de Almería, en las montañas que rodean La Fabriquilla, concretamente en el cerro de la Testa, y otras dos en Roquetas de Mar, hoy desaparecidas por la presión urbanística. Todas estar baterías estaban equipadas con cañones Vickers 381/45 mm llegados desde Cartagena. Debido a su largo alcance, de unos 21 km cada uno, estas dos baterías podían proteger toda la bahía de ataques navales, aunque a la postre resultarían inútiles, pues no se sucedieron más ataques a la ciudad por el mar. Cada pieza de artillería estaba a cargo de soldados especializados, estando además protegidos por dos ametralladoras antiaéreas servidas por personal superviviente del Jaime I.

## 14 de junio de 1937, el faro de Cabo de Gata es atacado
El día 14 de junio de 1937, un avión sin identificar, atacó con ametralladoras el faro de Cabo de Gata, que sufrió solo daños materiales. El farero solicitó entonces la evacuación del combustible que allí había y la construcción de un refugio que protegiera al personal del faro, el cual nunca se llevó a cabo. Pocos días más tarde, el 25 de junio, se repitieron los ataques tanto a este faro como a los de Adra y Sabinal, dejando este último inutilizado durante algún tiempo. Por su parte, el faro de Adra sufrió daños leves producidos por la metralla y un pequeño incendio en su exterior.
En semanas venideras se aprobaría un impuesto municipal en Almería de 0,25 pesetas para todas aquellos varones que abandonaran el casco urbano en concepto de ayuda a la finalización de los refugios. Esto afectaba a la importante parte de la población que prefería pasar la noche en poblaciones cercanas y no en el centro de la ciudad para evitar el peligro.

## 19 de julio de 1937, bombardeo sobre Fiñana
A las dos de la tarde del 19 de julio de 1937, un aparato de la Aviación Nacional dejó caer sobre la estación de Fiñana tres bombas dirigidas a un tren de mercancías que llegaba, supuestamente transportando material bélico, aunque la mala puntería de los aviadores hizo que el ataque se saldara sin daños ni víctimas.

## 3 de octubre de 1937
El 3 de octubre de 1937 se detecta la presencia de la aviación sublevada en el espacio aéreo de Almería. Al darse la señal de alarma, los ciudadanos procedieron a refugiarse pero, a pesar de que las aeronaves no realizaron ataque alguno, la quinta columna presente en la ciudad abrió fuego en pleno centro urbano contra los cuerpos policiales.

## 2 de enero de 1938, naufragio de un buque de exiliados
La noche del 2 de enero de 1938, con una mar completamente en calma, y sin fenómenos meteorológicos que pudieran ser desfavorables para la navegación, el barco de vapor Guarujá, de la Société Génerale de Transports Maritimes a Vapeur encalló apenas a 50 metros de la Cala de la Polacra, mientras cubría una ruta que recogía a españoles en busca del exilio en diferentes puertos del Mediterráneo hacia Sudamérica. El cuerpo de Carabineros y un grupo de lugareños acudieron a socorrer al pasaje del navío, no teniendo que lamentar víctimas mortales, más allá que la del capitán, que prefirió quedarse en el barco mientras zozobraba para posteriormente suicidarse de un disparo en la cabeza. Una vez rescatados los pasajeros, las bodegas del barco fueron saqueadas del material que llevaban las familias en su camino al exilio.
Debido a la orden de no conectar los faros de noche durante la guerra, para impedir la fácil navegación de un posible enemigo, se especula que el barco confundiera el faro de Mesa Roldán con el de Cabo de Gata, y se realizara un viraje a destiempo pensando que se habría puesto rumbo hacia el estrecho de Gibraltar. Se construiría un nuevo faro a muy poca distancia del punto del accidente ya en los años 1990. Aún hoy se pueden ver restos en la zona provenientes de la proa del buque accidentado.

## 15 de febrero de 1938
El día 15 de febrero de 1938 se produjo un nuevo ataque por aire a la ciudad de Almería. Se produjeron incidentes al intentar hacer uso del refugio sito bajo el colegio de la Compañía de María, requisado y en uso como cuartel de caballería, al intentar acceder a él personal civil pero impedírselo por estar presuntamente reservado a militares.
Durante este mes, el consejo local del municipio de Berja designó una comisión con el objetivo de construir unos refugios bajo el pueblo. Se empezaron a excavar tres refugios, uno bajo la iglesia de la Anunciación, otro bajo el Paseo de Cervantes y el último bajo la calle Carolinas. No se llegaron a terminar y nunca fueron usados para su propósito.

## 2 de marzo de 1938, ataque menor
La noche del 2 de marzo de 1938 se produjo un pequeño ataque sobre la ciudad, en la que se lanzaron 7 bombas desde el aire y resultaron dañados dos edificios. El sonido de alarma provocó una avalancha humana a la entrada de uno de los refugios de la ciudad, provocando la muerte por asfixia de 16 personas, probablemente en el refugio de la iglesia de San Sebastián.
Pocos días después, el 17 de marzo, otra aeronave del bando sublevado hizo aparición sobre los cielos de Almería. Dos hermanos residentes en la zona, identificados como José y Enrique López Andrés fueron detenidos por ser sospechosos de disparar sus armas de fuego contra la aeronave. Dado que estaba terminantemente prohibido que los civiles dispararan, fueron condenados a siete meses de labores forzadas en el campo de trabajo de Turón.
A partir de estas fechas, también se comenzó a utilizar a presos como mano de obra económica para continuar con la construcción del sistema de refugios de la capital.

## 17 de abril de 1938, Operación Neptuno
El día 16 de abril de 1938, la inteligencia franquista descubrió que se acercaba por mar un convoy soviético con un envío de armas y municiones con destino a los puertos de Almería y Cartagena, que debía arribar el día siguiente. La Legión Cóndor se preparó para tal evento, desviando 9 aeroplanos al aeródromo de Granada y otros 25 a Sevilla, todos Heinkel He 111. A primera hora de la tarde, los aviones atacaron el puerto de la ciudad con la intención de impedir que el envío llegara a manos del bando republicano, aunque no consiguieron su objetivo. Pocos días después, el 22 de abril, se forma la junta de defensa pasiva de la localidad de Huércal de Almería.

## 6 de mayo de 1938

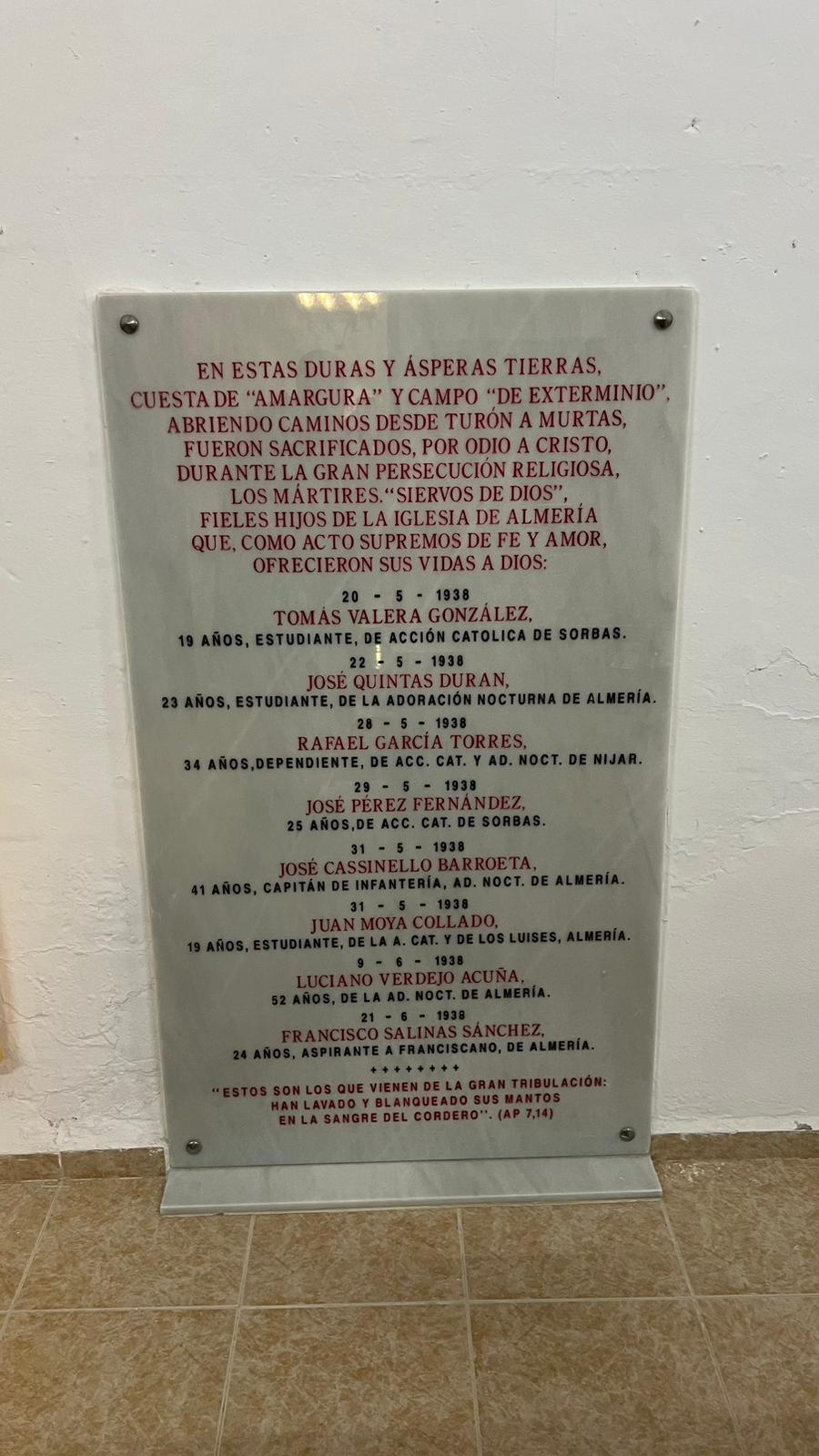
Placa homenaje a los Siete Mártires Seglares del campo de trabajo de Turón (Granada)

El día 6 de mayo de 1938 se produce un envío de presos desde el Ingenio de Almería con destino al campo de trabajo de Turón, contabilizado en 301 personas, por decisión del por entonces gobernador civil, Eustaquio Cañas Espinosa. Esto supondría la puesta en funcionamiento del citado campo de trabajo, sito en la colindante provincia de Granada. Apenas un 2,5% de las personas que perdieron la vida en este campo gozaron del privilegio de someterse a un tribunal popular. Entre los presos trasladados se encontraban los hermanos Oliveros y José Alemán Illán, alcalde de Almería antes de comenzar la contienda, y su hermano Antonio. Todos ellos fueron ejecutados sin previo juicio al poco tiempo.
A finales del mismo mes, en la localidad de Huércal-Overa se tomó la decisión de acometer la construcción de un sistema de refugios bajo el pueblo por el miedo al acercamiento del frente. Dos semanas más tarde empezarían las labores aunque no se llegaron a concluir según lo previsto.

## 23 de mayo de 1938, victoria moral para el bando republicano
La 23.ª División lleva a cabo una pequeña operación de comando al realizar un desembarco anfibio en el fuerte de Carchuna, ya en la provincia de Granada, por quedar a muy pocos kilómetros de la línea del frente y del centro de operaciones de la división, ubicado en Berja. La operación, de las pocas de esta clase que de desarrollaron durante todo el conflicto civil, estaba destinada a la liberación de unos 300 presos de origen vasco capturados tras la ofensiva de Asturias el octubre anterior.
Se formaron unos treinta soldados, a los que se sumaron algunos guerrilleros locales y unos brigadistas del batallón Abraham Lincoln. Se desarrolló un desembarco anfibio contra un fuerte situado en Carchuna, guardado por unos 30 soldados nacionalistas. Tras la eliminación de la guarnición, liberaron a los presos del fuerte, que escaparon velozmente sin esperar instrucciones o noticias de sus libertadores; debido a esto, muchos de ellos volvieron a caer presos del bando sublevado.
Esta operación llevó a la toma de represalias por el bando franquista tras la retaguardia del frente.

## 2 de julio de 1938, comienzan las labores de los refugios en Adra
En la sesión municipal del día 2 de julio de 1938 en la localidad de Adra se decide la construcción de unos refugios públicos, nueve en total, sumando unos 700 metros de longitud, los cuales se encontraban casi concluidos hacia el 10 de agosto.

## 16 de septiembre de 1938, un submarino republicano sufre daños durante un entrenamiento frente al Cabo de Gata
El submarino Isaac Peral (C-1), durante unos ejercicios de entrenamiento frente a las costas del Cabo de Gata, comandado por el oficial soviético I. V. Graiev, sufrió la inundación de la cámara de mando, debiendo abandonar su propósito de inmediato para navegar al puerto de Almería y, posteriormente, a Cartagena para efectuar las precisas reparaciones.

## Diciembre de 1938, bombardeo sobre Adra
El mes de diciembre de 1938 la población de Adra sufriría su último bombardeo.

## Febrero de 1939, se suceden las últimas marchas de exiliados
Durante los meses de febrero y marzo del último año de la guerra, se contabilizaron aproximadamente dos centenares de personas en busca del exilio mientras llegaban más ataques aéreos. Los buques V-31, F-1 y San Rafael fueron algunos de los transportes utilizados para huir de la posterior represión franquista. También contamos con referencias de que el último viaje del buque República desde España hacia el exilio partió del puerto de Adra con destino a Orán (Argelia francesa), con Valentín González entre sus pasajeros, el 9 de marzo. El Quita Penas abandonó el mismo puerto el 11 de marzo con 37 pasajeros en busca del exilio.

## 18 de febrero de 1939, nuevo ataque a punto de terminar la guerra
Durante una alarma por la presencia de aeronaves enemigas el día 18 de febrero, en un refugio cercano al cuartel de la Misericordia se vivió una estampida de personas que se saldó con 44 personas fallecidas por aplastamiento o asfixia.

## Marzo de 1939, Almería finalmente cae en manos franquistas
El día 5 de marzo de 1939 se produce el Golpe de Casado. Por esas fechas, tanto el teniente comandante militar de Almería, Julián del Castillo, como el presidente del Consejo Provincial, Cayetano Martínez Artés, se mostraron favorables a las propuestas del coronel Segismundo Casado. Asimismo, el alcalde de la ciudad, Manuel Alférez Samper, fue partidario de una paz honrosa; aunque no contaba con el apoyo de los partidos políticos de la era. Tanto fue así, que los representantes de los partidos de izquierdas fueron posteriormente perseguidos y encarcelados.
El 18 de marzo de 1939 llegó a la localidad de Cantoria la noticia de la proximidad de las tropas nacionales. Se usó una sábana blanca como símbolo de rendición desde un balcón particular. El siguiente Viernes de Dolores se celebró la primera misa en años desde un local, debido a las malas condiciones en las que se encontraba su iglesia.
El día 28 de marzo de 1939, salió del puerto de Almería un buque con los últimos miembros de las Juventudes Socialistas Unificadas y del Partido Comunista de España para exiliarse, aunque no ha quedado constancia de su destino. Pocas horas más tarde entrarían las tropas franquista finalmente en la ciudad.
La mañana del 29 de marzo de 1939, el buque cañonero Cánovas del Castillo atracó en el puerto de Almería, siendo cedido el control, no sin reticencias, por el gobernador militar Urbano Orad de la Torre. Poco después, el mercante Castillo Bellver, apresado a los soviéticos poco antes, llevó hasta puerto un batallón de la infantería de marina, que tomó el control de la ciudad.
El 31 de marzo se restablece el normal funcionamiento de los faros de la costa, una vez que las tropas de Ángel López Montijano llegan a la zona para tomar el control. Se procede a partir de esta fecha a clausurar instituciones culturales republicanas, tales como el Cine Katiuska.

## Represión fascista en Gérgal
Justo González Márquez, nacido en Gérgal el 5 de junio de 1891, ya había participado en la política local
como concejal de la última corporación monárquica que cesa tras las elecciones municipales de abril y
mayo de 1931. Hombre de ideología liberal y de izquierdas, durante los años de la República anteriores
a 1936, perteneciendo ya al Partido Socialista, desarrolló su trabajo en Gérgal como oficial del Registro
de la Propiedad. Debido a su oposición religiosa es acusado por el sacerdote Bienvenido
Sánchez Moreno, en su informe lo califica como “enteramente desafecto a la causa católica, aunque las
pocas veces que lo trató fue atento y respetuoso” Se le acusa erróneamente de los asesinatos de dos falangistas. Es fusilado el 25 de abril de 1939

## Cómputo de víctimas
El cómputo total de víctimas causadas por el bando sublevado se cifra en 173 personas, a las que hay que sumar 227 heridos, la destrucción total de 137 edificios y los graves daños a 101 construcciones más.
Por otro lado, el historiador Rafael Quirosa-Cheyrouze y Muñoz cifra en 465 las víctimas de la represión republicana durante la Guerra Civil Española, de los cuales se señalan hasta 105 los relacionados con el ámbito eclesiástico. Otras fuentes, además, cifran en 373 las personas asesinadas que se encuentran repartidas en las 11 fosas que se encuentran repartidas por la provincia. La Causa General presenta un listado de 691 almerienses asesinados en la provincia o fuera de ella. Sólo doce personas, un 2,5% de los ejecutados lo fue después de una condena de un tribunal popular.